# Bohdan Starkiewicz
Bohdan Tadeusz Starkiewicz (ur. 25 grudnia 1895, zm. ?) – podpułkownik Wojska Polskiego.

## Życiorys
Po odzyskaniu przez Polskę niepodległości został przyjęty do Wojska Polskiego. Brał udział w wojnie polsko-bolszewickiej. 3 maja 1922 roku został zweryfikowany w stopniu porucznika ze starszeństwem z dniem 1 czerwca 1919 roku i 55. lokatą w korpusie oficerów łączności, a jego oddziałem macierzystym był 1 pułk łączności w Zegrzu. W 1923 nadal pełnił służbę w 1 pułku łączności w Zegrzu. W 1924 pełnił służbę w Departamencie VI Wojsk Technicznych Ministerstwa Spraw Wojskowych, pozostając oficerem nadetatowym 1 pułku łączności. 3 maja 1926 roku został mianowany kapitanem ze starszeństwem z dniem 1 lipca 1925 roku i 8. lokatą w korpusie oficerów łączności. W 1928 pełnił służbę w Obozie Szkolnym Wojsk Łączności, a w 1932 w Centrum Wyszkolenia Łączności w Zegrzu. W 1934 został przeniesiony z centrum do 15 Dywizji Piechoty w Bydgoszczy na stanowisko szefa łączności. Na stopień majora został awansowany ze starszeństwem z dniem 1 stycznia 1936 w korpusie oficerów łączności. W 1939 był dowódcą łączności 15 Dywizji Piechoty. Na tym stanowisku walczył w kampanii wrześniowej 1939. Po wojnie, w stopniu podpułkownika, pełnił służbę ludowym Wojsku Polskim.

## Ordery i odznaczenia
- Krzyż Kawalerski Orderu Odrodzenia Polski – 11 października 1946[9]
- Złoty Krzyż Zasługi – 10 listopada 1938 „za zasługi w służbie wojskowej”[10][11]
- Medal Niepodległości – 9 listopada 1933 roku „za pracę w dziele odzyskania niepodległości”[12]